# Aulacomya
Aulacomya es un género de moluscos bivalvos marinos de la familia Mytilidae, los verdaderos mejillones.

## Especies
Las especies dentro del género Aulacomya incluyen:
- Aulacomya atra (Molina, 1782)
- Aulacomya capensis (Dunker, 1846)
- Aulacomya maoriana (Iredale, 1915)
- Aulacomya regia Powell, 1957

Las sinonimias incluyen:
- Aulacomya ater (Molina, 1782) aceptado como Aulacomya atra (Molina, 1782)
- Aulacomya magellanica (Chemnitz, 1783) aceptada como Aulacomya atra (Molina, 1782)